# رابرت واتسون (شیمی‌دان)
سِر رابرت تونی واتسون CMG FRS (متولد ۲۱ مارس ۱۹۴۸) شیمی‌دان بریتانیایی است که از دهه ۱۹۸۰ تاکنون در زمینه علوم جوی از جمله تخریب ازن، گرم شدن کره زمین و پالئوکلیماتولوژی کار کرده‌است. اخیراً، وی نویسنده اصلی گزارش صلح با طبیعت در فوریه ۲۰۲۱ سازمان ملل است.

## آموزش و جوایز
واتسون در سال ۱۹۷۳ دکترای سینتیک شیمیایی فاز گاز (شیمی جوی) را از کالج کوئین مری، دانشگاه لندن دریافت کرد وی جوایزی را برای فعالیت‌های خود در علم دریافت کرده‌است، از جمله جایزه NAS برای بررسی علمی از آکادمی ملی علوم در سال ۱۹۹۲، جایزه انجمن آمریکایی برای پیشرفت علم برای آزادی علمی و مسئولیت در سال ۱۹۹۳، نشان افتخار همدم سنت مایکل و سنت جورج از دولت انگلیس در سال ۲۰۰۳ و جایزه قهرمانان زمین از برنامه محیط زیست سازمان ملل در سال ۲۰۱۴. در سال ۲۰۲۰ به عضویت انجمن فلسفی آمریکا انتخاب شد.

## حرفه
واتسون مدیر بخش علوم و دانشمند ارشد دفتر مأموریت به سیاره زمین در اداره ملی هوانوردی و فضایی (ناسا) بود. واتسون سپس دستیار مدیر محیط زیست در دفتر رئیس‌جمهور ایالات متحده در کاخ سفید شد.
در سال ۱۹۹۶، واتسون به عنوان مشاور ارشد علمی در بخش محیط زیست به بانک جهانی پیوست، در سال ۱۹۹۷ مدیر گروه محیط زیست و رئیس هیئت بخش محیط زیست شد و در حال حاضر دانشمند و مشاور ارشد توسعه پایدار است. وی در اوت ۲۰۰۷ به عنوان رئیس به دانشکده علوم زیست‌محیطی مرکز تیندال در دانشگاه آنگلیای شرقی و به عنوان عضو گروه محیط زیست، غذا و امور روستایی دولت انگلیس (Defra) و مشاور عالی علمی در سپتامبر ۲۰۰۷ پیوست.
واتسون در تلاش‌های مربوط به تنظیم اوزون و گرم شدن کره زمین نقش داشت. کنوانسیون مونترال و وین مدتها قبل از ایجاد اجماع علمی تصویب شده‌بود. تا دهه ۱۹۸۰ اتحادیه اروپاNASA, NAS, UNEP , WMO و دولت انگلیس گزارش‌های علمی مغایر داشتند. واتسون در روند ارزیابی‌های یکپارچه نقش داشت و این کار را برای IPCC نیز انجام داد.
وی از ۱۹۹۱ تا ۱۹۹۴ رئیس هیئت مشاوره علمی و فنی تسهیلات جهانی محیط زیست، رئیس هیئت بین دولتی تغییر اقلیم (IPCC) از ۱۹۹۷ تا ۲۰۰۲ و رئیس هیئت مدیره ارزیابی اکوسیستم هزاره از ۲۰۰۰ تا ۲۰۰۵ بود. سپس مدیر بین‌المللی ارزیابی علوم کشاورزی و تکنولوژی‌های توسعه شد که از ۲۰۰۷–۲۰۰۵ دایر بود، و قبل از آن برای گزارش خود را از ۱۹۹۴ به سال ۲۰۰۶ از روسای ارزیابی‌های علمی بین‌المللی ازن استراتوسفری بوده‌است. وی رئیس یا همکار سایر ارزیابی‌های علمی بین‌المللی از جمله کارگروه IPCC II، برنامه محیط زیست سازمان ملل/سازمان جهانی هواشناسی (UNEP / WMO) و ارزیابی جهانی تنوع زیستی UNEP بوده‌است.
واتسون در افتخارات سال نو ۲۰۱۲ به خاطر خدمات دولتی‌اش شوالیه شد.
وی در حال حاضر مدیر توسعه استراتژیک مرکز تحقیقات تغییرات آب و هوایی تیندال در دانشگاه آنگلیای شرقی است.
در ۲۹ فوریه ۲۰۱۶، واتسون پس از آنکه قبلاً به عنوان معاون رئیس آن خدمت کرده بود، در چهارمین جلسه عمومی آن سازمان به عنوان رئیس IPBES انتخاب شد.

## نظرات
اندرو Revkin در نوشته‌ای برای نیویورک تایمز، واتسون را «طرفدار صریح این ایده توصیف کرد که اقدامات بشر - عمدتاً سوزاندن زغال سنگ و نفت - در گرم شدن کره زمین نقش دارند و برای جلوگیری از آشفتگی‌های زیست محیطی باید آنها را تغییر داد.»
در آوریل ۲۰۰۲ ایالات متحده خواستار جایگزینی وی با راجندرا پاچاوری به عنوان رئیس IPCC شد. به گفته نیو ساینتیست، "به نظر می‌رسد صنعت نفت در پس این حرکت قرار دارد." کارزار صنعت برای برکناری واتسون چند روز پس از مراسم تحلیف جورج دبلیو بوش در ژانویه ۲۰۰۱ آغاز شده بود، با یادداشتی از رندی راندول از غول نفتی ExxonMobil به کاخ سفید مبنی بر اینکه "آیا اکنون می‌توان واتسون را به درخواست ایالات متحده جایگزین کرد؟"
در سال ۲۰۰۰، واتسون اظهار داشت:
اکثریت قریب به اتفاق کارشناسان علمی، در حالی که ابهامات علمی را تشخیص می‌دهند، با این وجود معتقدند که تغییرات اقلیمی ناشی از انسان اجتناب ناپذیر است. در واقع، طی چند سال گذشته، بسیاری از مناطق جهان دچار موج‌های گرمایی، سیل، خشکسالی، آتش‌سوزی و حوادث شدید اقلیمی شده‌اند که منجر به خسارات اقتصادی قابل توجه و تلفات جانی شده‌است. در حالی که نمی‌توان وقایع فردی را مستقیماً با تغییرات آب و هوایی ناشی از انسان مرتبط دانست، پیش‌بینی می‌شود که فرکانس (تکرار و بسامد) و میزان این نوع رویدادها در جهانی گرمتر افزایش یابد.
سؤال این نیست که آیا آب و هوا در پاسخ به فعالیت‌های انسانی تغییر خواهد کرد یا خیر، بلکه بیشتر میزان (اندازه)، سرعت (میزان تغییر) و مکان (الگوهای منطقه ای) تغییر می‌کند. همچنین واضح است که تغییرات آب و هوایی، در بسیاری از نقاط جهان، بر بخشهای اقتصادی-اجتماعی، از جمله منابع آب، کشاورزی، جنگلداری، شیلات و سکونتگاه‌های انسانی، سیستم‌های زیست‌محیطی (به ویژه جنگل‌ها و صخره‌های مرجانی) و سلامت انسان تأثیر منفی خواهد گذاشت (به ویژه بیماری‌هایی که توسط حشرات پخش می‌شود)، در حالی که کشورهای در حال توسعه بیشترین آسیب‌پذیری را دارند. خبر خوب این است که اکثر کارشناسان بر این باورند که به دلیل مجموعه گسترده‌ای از فن‌آوری‌ها و اقدامات سیاسی در زمینه تأمین انرژی، تقاضای انرژی و بخش‌های کشاورزی و جنگلداری، کاهش قابل توجهی در انتشار خالص گازهای گلخانه‌ای از نظر فنی امکان‌پذیر است. بعلاوه، اثرات نامطلوب پیش‌بینی شده تغییرات آب و هوایی بر سیستم‌های اقتصادی-اجتماعی و زیست‌محیطی می‌تواند تا حدی از طریق اقدامات سازگاری پیشگیرانه کاهش یابد. این نتایج اساسی است که از ارزیابی IPCC قبلاً تأیید شده / پذیرفته شده، از تجزیه و تحلیل دقیق و عینی تمام اطلاعات علمی، فنی و اقتصادی مربوطه توسط هزاران متخصص از زمینه‌های مناسب علمی از دانشگاه، دولت‌ها، صنعت و سازمان‌های زیست‌محیطی گرفته شده‌است. سراسر دنیا.
اما خبر خوب این است که اکثریت کارشناسان معتقدند کاهش‌های قابل توجهی در انتشار خالص گازهای گلخانه ای به دلیل آرایه گسترده‌ای از فناوری‌ها و اقدامات سیاستی در بخش‌های تأمین انرژی، تقاضای انرژی و کشاورزی و جنگلداری از نظر فنی امکان‌پذیر است. علاوه بر این، اثرات نامطلوب پیش‌بینی شده تغییرات آب و هوایی بر سیستم‌های اجتماعی و اقتصادی و اکولوژیکی می‌تواند تا حدی از طریق اقدامات سازگاری فعال کاهش یابد. این نتیجه‌گیری‌های اساسی، گرفته شده از ارزیابی‌های IPCC در حال حاضر تأیید شده/پذیرفته شده، از تجزیه و تحلیل دقیق و عینی از تمام اطلاعات علمی، فنی و اقتصادی مربوطه توسط هزاران نفر از کارشناسان از زمینه‌های مناسب علم از آکادمی، دولت‌ها، صنعت و سازمان‌های زیست‌محیطی از سراسر جهان است.